# Liophidium apperti
Liophidium apperti — вид змій родини Pseudoxyrhophiidae. Ендемік Мадагаскару. Вид названий на честь шввецарського місіонера і натураліста Отто Апперта.

## Поширення і екологія
Liophidium apperti відомі за типовим зразком, зібраним в околицях міста Бефандріана-Суд в регіоні Аціму-Андрефана на південному заході острова Мадагаскар. Вони живуть в сухих листяних лісах.